# Guardami negli occhi/Inganno
Guardami negli occhi/Inganno è un singolo della cantante italiana Nada pubblicato nel 1999 dalla casa discografica Mercury

## Descrizione
La cantante col brano Guardami negli occhi ha partecipato al Festival di Sanremo 1999 classificandosi al 10º posto, riscuotendo un discreto successo.
Entrambi i brani fanno parte dell'album Dove sei sei.

## Tracce
1. Guardami negli occhi (Di Nada Malanima)
2. Inganno